# Doro Live
Doro Live je první koncertní album německé zpěvačky Doro Pesch. Bylo vydáno v roce 1993.

## Seznam skladeb
1. „I Rule The Ruins“ - 5:03
2. „Hellbound“ - 2:48
3. „Only You“ - 4:39
4. „Bad Blood“ - 4:24
5. „So Alone Together“ - 5:34
6. „Fall For Me Again“ - 4:35
7. „Fur Immer“ - 6:12
8. „Metal Tango“ - 4:13
9. „Let's Rock Forever“ - 2:37
10. „Eye On You“ - 3:01
11. „All We Are“ - 4:40
12. „Enough For You“ - 5:17
13. „I Am What I Am“ - 3:00
14. „Whenever I Think Of You“ - 4:31
15. „Children Of The Night“ - 4:18
16. „Burning The Witches“ - 3:47
17. „Alles Ist Gut“ - 5:06